# Thermal Design Power
Thermal Design Power (TDP) (ung. Termisk avledningseffekt) representerar den maximala värmeeffekt ett kylsystem i exempelvis en dator behöver avleda för att hålla datorkomponenten på en temperatur som inte överstiger komponentens maximala driftstemperatur. Till exempel kan en processor i en dator ha ett TDP-värde på 60 watt. Då måste fläns och fläkt på processorn tillsammans kunna leda bort 60 watt värmeeffekt för att processorn inte ska bli överhettad.
I praktiken är de flesta kylsystem inte byggda för att kontinuerligt kunna kyla ner den maximala värmeeffekten, eftersom normal drift inte utvecklar maximalt med värme och tröghet i kylsystemet kan jämna ut tillfälliga toppar i värmeutvecklingen.
Det finns också olika definitioner på hur man mäter exempelvis en processors TDP-värde . Intel anger ett TDP-värde baserat på hur mycket effekt processorn i praktiken drar då den kör ett program, medan AMD anger ett TDP-värde baserat på den teoretiskt maximala effekt processorn kan utveckla. Det gör att AMD:s värden ligger något över Intels värden.